# كجيدلي (سنجك)
كجيدلي (بالكردية: Zevîkerê‏) (بالتركية: Geçitli)‏ هي قرية كرديّة رشوانيّة تتبع إداريّاً لمديرية سنجك في محافظة أديامان التركية، بلغ عدد سكانها 94 نسمة في عام 2021.